# Nederlandse Publieke Omroep
Nederlandse Publieke Omroep (en español, «Radiodifusión Pública Neerlandesa»), también conocida por sus siglas NPO, es la empresa de radiodifusión pública de los Países Bajos. Fue fundada en 2000 y gestiona tres canales de televisión, seis emisoras de radio nacionales, una amplia oferta de servicios digitales y un sitio web. Además participa en la televisión internacional neerlandesa BVN.
NPO está compuesta por once organizaciones radiodifusoras: dos de servicio público y nueve asociaciones. A diferencia de otros países europeos, la radiodifusión surgió en la década de 1920 por iniciativa de los grupos religiosos y sociales más representativos del país, dentro de la pilarización de la sociedad neerlandesa. A partir de 1930 el gobierno empezó a asignarles horarios de emisión en las frecuencias disponibles, y en los años 1950 creó un organismo para el reparto de franjas y la producción de informativos, convertida en 1969 en la Fundación de Radiodifusión Neerlandesa (Nederlandse Omroep Stichting, NOS).
La radiodifusora estatal se encarga de asignar los horarios de emisión, fomentar la colaboración entre radiodifusoras públicas, distribuir el presupuesto, facilitarles herramientas para la venta de programas, y llevar a cabo investigaciones independientes sobre las tendencias de consumo de medios. Hay dos instituciones que se encargan de aportar contenido imparcial: NOS (informativos, deporte y eventos en directo) y NTR (educación y minorías).
NPO es miembro de la Unión Europea de Radiodifusión. Países Bajos fue miembro fundador de esta organización en 1950, a través de un organismo anterior.

## Historia

### Radiodifusión pública en los Países Bajos

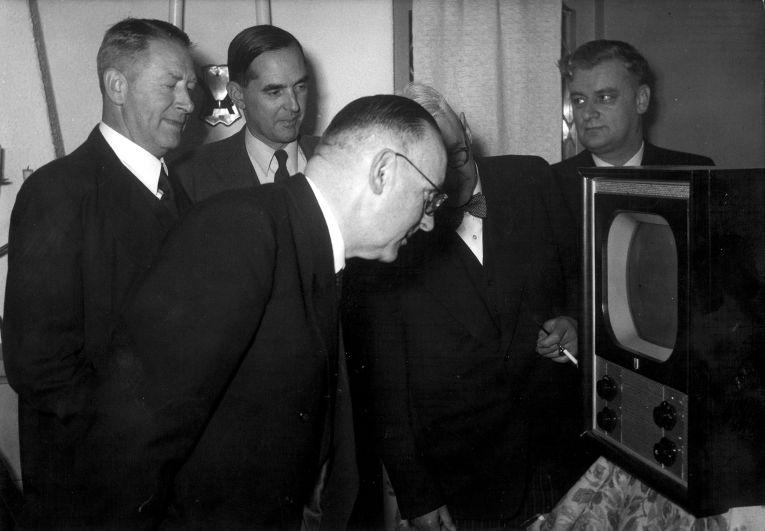
Distintos cargos del gobierno neerlandés presencian la primera emisión por televisión, el 2 de octubre de 1951.

La radiodifusión pública se desarrolló a principios de la década de 1920, influida por la pilarización de la sociedad neerlandesa. Los grupos religiosos y sociales más representativos del país crearon sus propias asociaciones para la emisión de radio, mientras que el estado se limitaba a facilitar la financiación del servicio. El 21 de julio de 1923 comenzaron las emisiones del grupo liberal Hilversumsche Draadlooze Omroep (origen de AVRO) a través de la onda media, desde una fábrica de electrodomésticos en Hilversum. Poco después montaron su propia radio los protestantes (NCRV), los socialistas (VARA), los católicos (KRO) y el liberalismo teológico (VPRO), cada una de ellas financiada a través de cuotas de socios.
A partir de 1930, el estado comenzó a regular el servicio de radiodifusión mediante la asignación de horarios de emisión para cada grupo.
Durante la Segunda Guerra Mundial se introdujo un impuesto específico por cada receptor de radio. Cuando el conflicto terminó, el gobierno neerlandés animó a la colaboración entre organizaciones para reforzar sus servicios. Para ello creó dos instituciones neutrales: la Unión de Radios de Países Bajos en 1947 (Nederlandse Radio Unie, NRU) y la Fundación de la Televisión Neerlandesa en 1951 (Nederlandse Televisie Stichting, NTS). Además del reparto de horarios, se les confiaba la producción de los espacios informativos, deportivos y de eventos en directo.
Las emisiones de televisión comenzaron el 2 de octubre de 1951 (Nederland 1, actual NPO 1) y en 1964 se creó un segundo canal. El nuevo medio mantuvo también el sistema de reparto de tiempos. Las radiodifusoras públicas empezaron a producir espacios dirigidos a todos los públicos, aunque cada una con su propia línea editorial.
A raíz de una modificación de la ley audiovisual, en 1969 se produjo la fusión entre NRU y NTS para crear la Fundación de Radiodifusión Neerlandesa (Nederlandse Omroep Stichting, NOS). En origen este grupo se encargaba del reparto de franjas, la colaboración entre radiodifusoras, la coordinación técnica del servicio y la producción imparcial de información, deportes y eventos en vivo. La nueva ley también permitía la publicidad, aunque su gestión quedaba en manos de una agencia independiente (STER). Un año después se produjo la llegada de la televisión en color. A partir de la década de 1970 se produjo la llegada de nuevas organizaciones sin vinculación religiosa ni política, entre ellas TROS y Veronica.
Con la legalización de la televisión privada en 1992, se reforzó el papel de servicio público del sistema nacional mediante la creación de una nueva productora estatal, la Fundación de Programas Neerlandeses (Nederlandse Programma Stichting, NPS), que estaría especializada en programas minoritarios y educativos. Por otra parte, NOS se centró exclusivamente en informativos y eventos en directo.

### Nederlandse Publieke Omroep (NPO)
En el año 2000 el gobierno neerlandés creó una empresa que agruparía todas las asociaciones públicas existentes, Radiodifusión Pública Neerlandesa (Nederlandse Publieke Omroep, NPO). La reorganización se completó en 2002, cuando NOS cedió todas sus funciones organizativas al nuevo grupo. En aquella época la NPO estaba compuesta por más de veinticinco organizaciones distintas, incluyendo algunas nuevas como BNN, PowNed y Wakker Nederland.
En la década de 2010 hubo una profunda reestructuración que conllevó un cambio de imagen corporativa (2016) y la reducción de organizaciones a nueve asociaciones, dos instituciones públicas (NOS y NTR) y la agencia de publicidad STER.

## Organización
Nederlandse Publieke Omroep (NPO) agrupa un conjunto de organizaciones radiodifusoras. A diferencia de otros estados europeos, el sistema de los Países Bajos se basó en el principio de pilarización, por lo que las confesiones y corrientes políticas de la sociedad neerlandesa (protestantes, católicos, socialistas, etc.) contaban con sus propias asociaciones en todos los campos, incluida la radiodifusión. Hoy en día, está abierta a cualquier grupo sin adscripción que cumpla una serie de condiciones.
Las labores de NPO como ente público son las siguientes:
- Programación, distribución y organización de sus canales de radio, televisión e internet.
- Distribución del dinero (recaudado mediante impuestos) entre las organizaciones radiodifusoras asociadas.
- Asistencia en el subtitulado, ventas y compra de programas por parte de las organizaciones.
- Realización de investigaciones independientes sobre la calidad de las plataformas de radiodifusión y de su programación.

Desde el 2000 el sistema se financia con un impuesto general, aportado por el Ministerio de Educación, que sustituyó al anterior sistema de canon. El presupuesto en 2011 fue de 785 millones de euros, con los que se pueden financiar las actividades de todas las organizaciones radiodifusoras. El resto se cubre con publicidad, aunque las asociaciones de servicio público (NOS y NTR) no pueden acceder a esos ingresos.

## Radiodifusoras de NPO
La NPO está formada por asociaciones radiodifusoras. Son organizaciones que deben cumplir las siguientes obligaciones para formar parte del ente público:
- Representar un movimiento social, cultural, religioso o espiritual.
- Aportar un valor añadido a la radiodifusión pública neerlandesa.
- Tener un mínimo de miembros asociados. El tiempo de emisión dependerá del número de socios.

Estas condiciones se renuevan cada cinco años y el gobierno neerlandés puede revocarlas en cualquier momento. Las organizaciones deben aportar al menos 150.000 socios para ser aceptadas como «miembros», de lo contrario se considerarán «aspirantes». Con la reforma solo se contempla que haya seis radiodifusoras con estatus de «miembro»; en caso de haber más, los grupos deben colaborar entre sí o fusionarse. En 2014 la radiodifusora con más afiliados era KRO-NCRV (799.000), seguida de BNNVARA (748.000) y de AVROTROS (686.000). La contribución mínima para ser socio es de 5,72 euros.
Las asociaciones de servicio público se encargan de la producción imparcial de contenidos especiales, no necesitan socios y tienen un porcentaje de emisión garantizado. Nederlandse Omroep Stichting (NOS) cubre los informativos, noticias parlamentarias, deportes y eventos en directo; NTR se ocupa de la programación cultural, educativa y de servicio público; y Stichting Ether Reclame (STER) gestiona la venta de publicidad.

### Esquema actual
| Organización        | Estatus          | Condición                                        |
| ------------------- | ---------------- | ------------------------------------------------ |
| AVROTROS - PowNed   | A                | Generalista, entretenimiento, eventos especiales |
| BNNVARA             | A                | Entretenimiento, juvenil, conciencia social      |
| KRO-NCRV            | A                | Generalista, espacios católicos y protestantes   |
| EO                  | A                | Iglesia protestante                              |
| MAX - WNL           | A                | Generalista y tercera edad                       |
| VPRO - Human        | A                | Cultural, liberalismo, humanismo                 |
| Ongehoord Nederland | Aspirante        | Derecha política                                 |
| ZWART               | Aspirante        | Izquierda política, minorías sociales            |
| NOS                 | Servicio público | Informativos, deporte y eventos                  |
| Omroep NTR          | Servicio público | Cultura, educación y minorías                    |
| STER                | Otros            | Publicidad                                       |

## Servicios
NPO reparte el tiempo de emisión entre las asociaciones miembro según su importancia y número de afiliados, con prioridad para los espacios de NOS y NTR. Durante la emisión se debe especificar el nombre de la asociación que aporta el programa, junto al logotipo del canal en el que se emite. Los medios con los que cuenta NPO son los siguientes:

### Radio

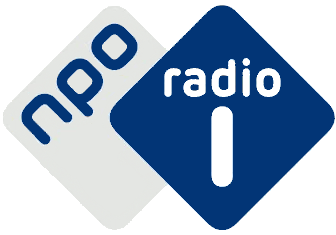
Logo de NPO Radio 1.

Las siguientes emisoras están disponibles en señal abierta, televisión digital terrestre e internet:
- NPO Radio 1: Programación informativa y deportiva. Fue fundada como Hilversum 2 en 1947.
- NPO Radio 2: Música pop y entretenimiento para adultos. Fue fundada como Hilversum 1 en 1947.
- NPO 3FM: Cadena para el público juvenil, especializada en música. Fue fundada como Hilversum 3 en 1965.
- NPO Klassiek: Música clásica. Fue fundada como Hilversum 4 en 1975. Hasta 2023 se llamó NPO Radio 4.
- NPO Radio 5: Para audiencias minoritarias y público de tercera edad. Fue fundada como Hilversum 5 en 1983
- NPO FunX: Especializada en música urban, étnica y alternativa. Se lanzó el 6 de agosto de 2002.

Las siguientes emisoras son temáticas y están disponibles exclusivamente en internet.
- NPO Soul & Jazz: Música soul y jazz.
- NPO Blend: Mezcla de géneros musicales urbanos.
- NPO Campus: Radio de entrenamiento para los medios públicos.
- NPO SterrenNL: Música en neerlandés. Se lanzó en 2015.

Entre 1947 y 2012 existió una radio internacional, Radio Nederland Wereldomroep (RNW), que terminó desapareciendo por razones económicas.

### Televisión

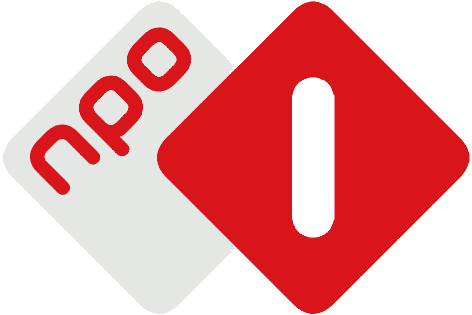
Logo de NPO 1.

Los siguientes canales se sintonizan en señal abierta, televisión digital terrestre e internet. La emisión en directo está restringida fuera de los Países Bajos. Todos ellos están disponibles en alta definición: 
- NPO 1: Creada en 1951, su programación es generalista y es el canal de referencia del grupo. Retransmite eventos importantes como la Copa Mundial FIFA, los Juegos Olímpicos, y el festival de Eurovisión.
- NPO 2: Creada en 1964, ofrece entretenimiento, deporte, cultura y asuntos de actualidad.
- NPO 3: Creada en 1988, se enfoca al público juvenil y posee una vocación alternativa. Comparte frecuencia con:

NPO Zappelin: Bloque de programación infantil para niños de 2 a 6 años.
NPO Zapp: Bloque de programación infantil para niños de 6 a 12 años. Retransmite el festival de Eurovisión Junior.
Además, NPO gestiona un canal internacional:
- BVN: Televisión internacional en idioma neerlandés. Comenzó sus emisiones en 1996 como un proyecto conjunto de NPO y la radiodifusora flamenca VRT. En 2021 los belgas abandonaron el proyecto y desde entonces es un canal exclusivamente neerlandés.

Los siguientes canales son temáticos y solo están disponibles en internet, cable y satélite:
- NPO 1 Extra: Programas de archivo y clásicos. Gestionado por KRO-NCRV.
- NPO 2 Extra: Cine, conciertos, programas de archivo y documentales. Gestionado por Omroep NTR.
- NPO Politiek en Nieuws: Información especializada en política, actividad parlamentaria y retransmisiones en directo. Gestionado por NOS.

## Miembros históricos de la NPO
Las organizaciones originales sobre las que se asentó el actual modelo de la NPO son NCRV (1923), KRO, VARA (1925), VPRO (1926) y AVRO (1927).

### Radiodifusoras
| Organización | Nombre completo | Programación                     | Orígenes                 |
| ------------ | --- | -------------------------------- | ------------------------ |
| AVRO         | Algemene Vereniging Radio Omroep (Asociación General de Radiodifusión)                                                         | Generalista                      | Liberalismo              |
| BNN          | Bart's Neverending Network | Juvenil y alternativa            | Neutral                  |
| EO           | Evangelische Omroep (Radiodifusora Evangélica)                                                                                 | Generalista, espacios religiosos | Protestantes evangélicos |
| KRO          | Katholieke Radio Omroep (Radio católica)                                                                                       | Generalista                      | Catolicismo              |
| MAX          | Omroepvereniging MAX (Radiodifusora MAX)                                                                                       | Tercera edad                     | Neutral                  |
| NCRV         | Nederlandse Christelijke Radio Vereniging (Asociación de Radio de Cristianos Neerlandeses)                                     | Generalista                      | Protestantes             |
| PowNed       | PowNed - Publieke Omroep Weldenkend Nederland En Dergelijke (Radiodifusión Pública para los Países Bajos sensatos y similares) | Entretenimiento, juvenil         | Neutral                  |
| TROS         | TROS - Televisie & Radio Omroep Stichting (Fundación de Radio y Televisión)                                                    | Generalista, entretenimiento     | Neutral                  |
| VARA         | Vereeniging van Arbeiders Radio Amateurs (Asociación de Trabajadores Radioaficionados)                                         | Generalista, entretenimiento     | Socialismo               |
| VPRO         | Vrijzinnig Protestantse Radio Omroep (Compañía de Radio Liberal Protestante)                                                   | Cultural, alternativa            | Liberalismo cultural     |
| WNL          | Wakker Nederland (Países Bajos Despiertos)                                                                                     | Informativa                      | Conservadurismo          |

### Servicio público
| Organización | Nombre completo                                                     | Programación y orígenes                   |
| ------------ | ------------------------------------------------------------------- | ----------------------------------------- |
| NOS          | Nederlandse Omroep Stichting (Fundación de Radiodifusión Holandesa) | Información, eventos, deporte, teletexto  |
| NTR          | Omroep NTR                                                          | Información, cultura, educación, minorías |

### Organizaciones especiales
Las siguientes organizaciones no estaban obligadas a tener un mínimo de miembros:
| Organización  | Nombre completo                                                                                             | Público                         |
| ------------- | --- | ------------------------------- |
| BOS           | Boeddhistische Omroep Stichting (Fundación de Radiodifusión Budista)                                        | Budismo                         |
| HUMAN         | Humanistische Omroep (Radiodifusión Humanista)                                                              | Humanismo                       |
| IKON          | Interkerkelijke Omroep Nederland (Radiodifusión Neerlandesa Intereclesial)                                  | Religiones minoritarias         |
| JO            | Joodse Omroep (Radiodifusión Judía)                                                                         | Judaísmo                        |
| LLiNK         | Omroep LLiNK (Radiodifusión LLiNK)                                                                          | Medio ambiente, naturaleza      |
| OHM           | Organisatie Hindoe Media (Organización de Medios Hindúes)                                                   | Hinduismo                       |
| Omrop Fryslân | Omrop Fryslân (Radiodifusión Frisa)                                                                         | Frisia (Lenguas frisonas)       |
| PP            | Zendtijd voor Politieke Partijen (Franja para partidos políticos)                                           | Franja electoral                |
| RKK           | Rooms-Katholiek Kerkgenootschap (Asociación de iglesias católico romanas)                                   | Catolicismo romano              |
| Socutera      | Sociale en Culturele doeleinden door Televisie en Radio (Fines sociales y culturales en Televisión y Radio) | Promociones para fines sociales |
| STER          | Stichting Ether Reclame (Fundación para la emisión de publicidad)                                           | Publicidad                      |
| ZVK           | Zendtijd voor Kerken (Franja para iglesias)                                                                 | Comunidades religiosas          |